# Комісарова Ірина Володимирівна
Іри́на Володи́мирівна Коміса́рова (Пуха́льська; нар. 18 червня 1970, Херсон, УРСР) — українська волейболістка, зв'язуюча. Майстер спорту міжнародного класу.

## Життєпис
Кар'єра: «Орбіта» (Запоріжжя), «Емлакбанк» (Туреччина), «Гюнеш Сігорта» (Туреччина), «Вакіфбанк-Гюнеш», «Тіфон Азена» (Велика Гориця, Хорватія, 2004—2005), «Вакіфбанк-Гюнеш Сігорта» (Туреччина), «Бешикташ» (Туреччина), «Сєвєродончанка».
У національній збірній України дебютувала у 1992 році. Майстер спорту України міжнародного класу.
Досягнення в клубах: чемпіон України (1993, 2009), чемпіон Туреччини (1996), володар Кубка України (1993, 2009), володар Кубка СРСР (1988), срібний призер чемпіонату України (1993, 1994, 1995, 2004), срібний призер чемпіонату Туреччини (1999, 2000, 2001, 2002, 2006), срібний призер чемпіонату Хорватії (2005), бронзовий призер чемпіонату СРСР (1989), Досягнення в збірній: бронзовий призер Чемпіонату Європи (1993).
Індивідуальні досягнення: найкраща зв'язуюча чемпіонату України (2009, 2010), раніше її неодноразо визнавали найкращою зв'язуючою чемпіонатів України і Туреччини.
З 2022 року — головний тренер запорізької «Орбіти».

## Досягнення

### У клубній кар'єрі
- Володар Кубка СРСР — 1988
- Бронзовий призер чемпіонату СРСР — 1989
- Дворазовий Чемпіон України — 1993, 2009
- 5-разовий срібний призер чемпіонату України — 1992, 1994, 1995, 1998, 2004
- бронзовий призер чемпіонату України — 2011
- Дворазовий володар Кубка України — 1993, 2009
- Чемпіон Туреччини — 1996
- 5-ти разовий срібний призер чемпіонату Туреччини — 1999, 2000, 2001, 2002, 2006
- срібний призер чемпіонату Хорватії — 2005
- Володар Кубка ЄКВ — 1990
- дворазовий фіналіст Кубка ЄКВ — 1995, 1996
- учасник фіналу чотирьох Ліги Чемпіонів (4 місце)- 2006
- учасник фіналу чотирьох (3 місце) Кубка ЄКВ — 2000

### У складі збірної України
- бронзовий призер Чемпіонату Європи — 1993
- бронзовий призер Спартакіади народів СРСР — 1987

### Особисті
- 2005 (Чемпіонат Хорватії) — найкраща зв'язуюча
- 2009 (Чемпіонат України) — найкраща зв'язуюча
- 2010 (Чемпіонат України) — найкраща зв'язуюча
- 2011 (Чемпіонат України) — найкраща зв'язуюча
- раніше неодноразово визнавалась найкращою зв'язуючою чемпіонатів України і Туреччини

## Кар'єра гравця
- 1986—1995 —  «Орбіта» (Запоріжжя)
- 1995—1997 —  «Емлак Банк» (Стамбул)
- 1997—1998 —  «Орбіта» (Запоріжжя)
- 1998—2000 —  «Гюнеш Сігорта» (Стамбул)
- 2000—2002 —  «Вакіфбанк-Гюнеш Сігорта» (Стамбул)
- 2003—2004 —  «Орбіта» (Запоріжжя)
- 2004—2005 —  «Тіфон-Азена» (Велика Гориця)
- 2005—2006 —  «Вакіфбанк-Гюнеш Сігорта» (Стамбул)
- 2007—2008 —  «Бешикташ» (Стамбул)
- 2008—2012 —  «Сєвєродончанка» (Сєвєродонецьк)

## Галерея
Ірина Комісарова у складі «Сєвєродончанки» (№ 11)

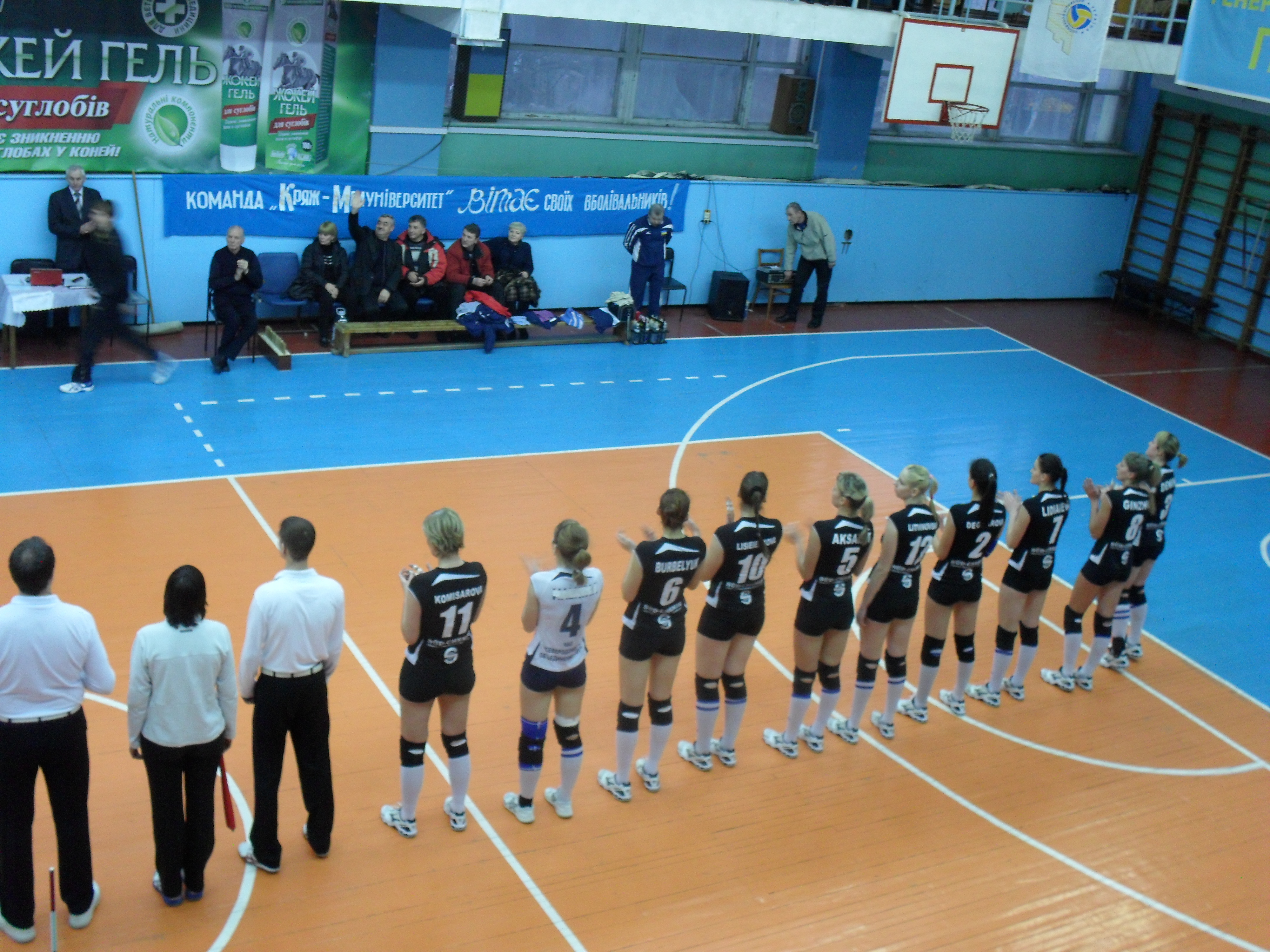
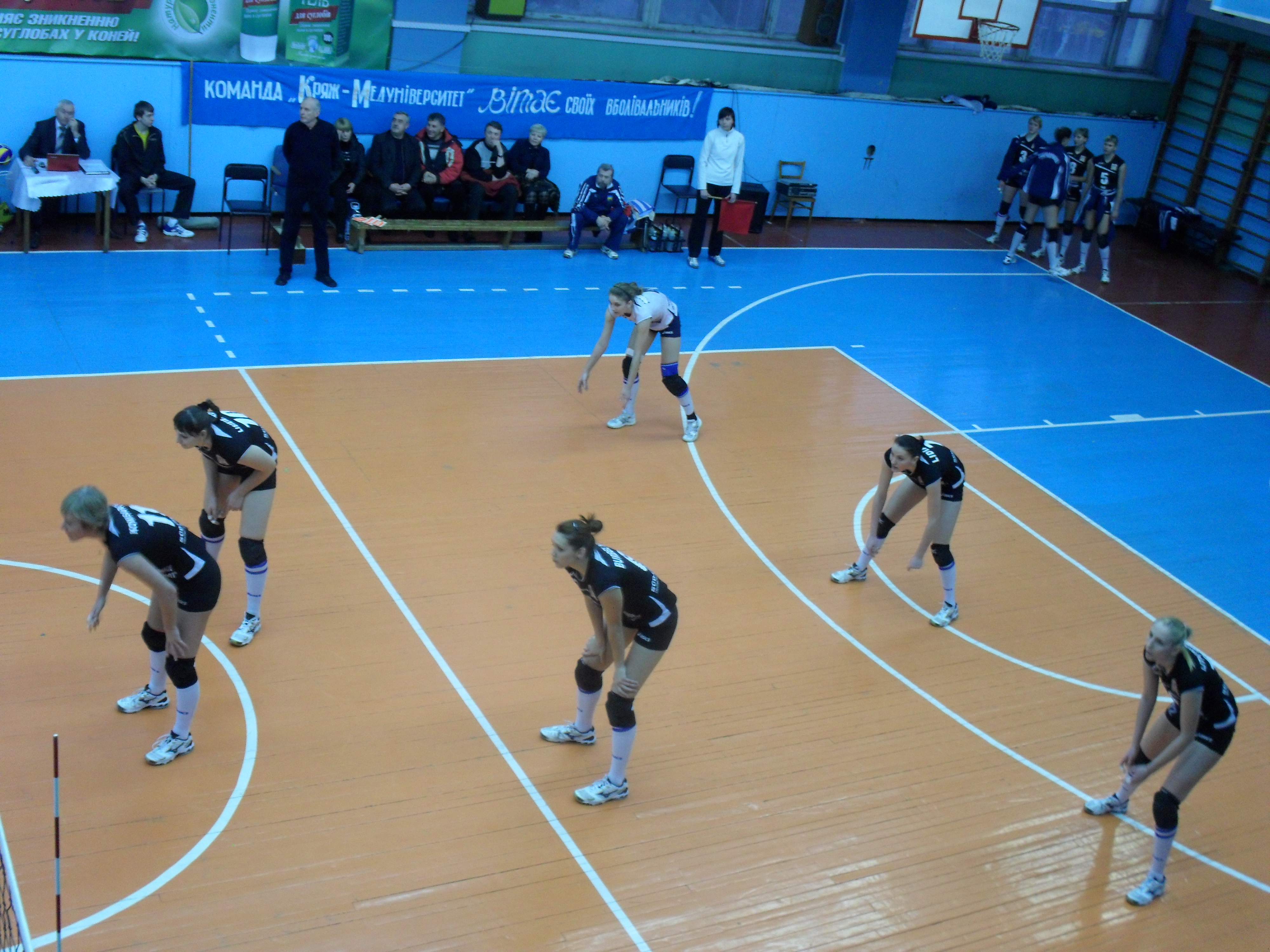

.